# 向量自回归模型
向量自我迴歸模型（英語：Vector Autoregression model，简称VAR模型）是一种常用的计量经济模型，由计量经济学家和宏观经济学家克里斯托弗·西姆斯（英語：Christopher Sims）提出。它擴充了只能使用一個變量的自我迴歸模型（簡稱：AR模型），使容納大於1個變量，因此經常用在多變量時間序列模型的分析上。

## 定义
VAR模型描述在同一样本期间内的n个变量（内生变量）可以作为它们过去值的线性函数。
一个VAR(p)模型可以写成为：
{\displaystyle y_{t}=c+A_{1}y_{t-1}+A_{2}y_{t-2}+\cdots +A_{p}y_{t-p}+e_{t},}
其中：c是n × 1常数向量，Ai是n × n矩阵。et是n × 1误差向量，满足：
1. {\displaystyle \mathrm {E} (e_{t})=0\,} —误差项的均值为0
2. {\displaystyle \mathrm {E} (e_{t}e_{t}')=\Omega \,} —误差项的协方差矩阵为Ω（一个n × 'n半正定矩阵）
3. {\displaystyle \mathrm {E} (e_{t}e_{t-k}')=0\,} （对于所有不为0的k都满足）—误差项不存在自我相关

## 例子
一个有两个变量的VAR(1)模型可以表示为：
{\displaystyle {\begin{bmatrix}y_{1,t}\\y_{2,t}\end{bmatrix}}={\begin{bmatrix}c_{1}\\c_{2}\end{bmatrix}}+{\begin{bmatrix}A_{1,1}&A_{1,2}\\A_{2,1}&A_{2,2}\end{bmatrix}}{\begin{bmatrix}y_{1,t-1}\\y_{2,t-1}\end{bmatrix}}+{\begin{bmatrix}e_{1,t}\\e_{2,t}\end{bmatrix}},}
或者也可以写为以下的方程组：
{\displaystyle y_{1,t}=c_{1}+A_{1,1}y_{1,t-1}+A_{1,2}y_{2,t-1}+e_{1,t}\,}
{\displaystyle y_{2,t}=c_{2}+A_{2,1}y_{1,t-1}+A_{2,2}y_{2,t-1}+e_{2,t}.\,}

## 转换AR(p)为VAR(1)
AR(p)模型常常可以被改写为VAR(1)模型。
比如AR(2)模型：
{\displaystyle y_{t}=c+A_{1}y_{t-1}+A_{2}y_{t-2}+e_{t}}
可以转换成一个VAR(1)模型：
{\displaystyle {\begin{bmatrix}y_{t}\\y_{t-1}\end{bmatrix}}={\begin{bmatrix}c\\0\end{bmatrix}}+{\begin{bmatrix}A_{1}&A_{2}\\I&0\end{bmatrix}}{\begin{bmatrix}y_{t-1}\\y_{t-2}\end{bmatrix}}+{\begin{bmatrix}e_{t}\\0\end{bmatrix}},}
其中I是单位矩阵。

## 结构与简化形式

### 結構向量自我迴歸
一个结构向量自我迴歸（Structural VAR）模型可以写成为：
{\displaystyle B_{0}y_{t}=c_{0}+B_{1}y_{t-1}+B_{2}y_{t-2}+\cdots +B_{p}y_{t-p}+\epsilon _{t},}
其中：c0是n × 1常数向量，Bi是n × n矩阵，εt是n × 1误差向量。
一个有两个变量的结构VAR(1)可以表示为：
{\displaystyle {\begin{bmatrix}1&B_{0;1,2}\\B_{0;2,1}&1\end{bmatrix}}{\begin{bmatrix}y_{1,t}\\y_{2,t}\end{bmatrix}}={\begin{bmatrix}c_{0;1}\\c_{0;2}\end{bmatrix}}+{\begin{bmatrix}B_{1;1,1}&B_{1;1,2}\\B_{1;2,1}&B_{1;2,2}\end{bmatrix}}{\begin{bmatrix}y_{1,t-1}\\y_{2,t-1}\end{bmatrix}}+{\begin{bmatrix}\epsilon _{1,t}\\\epsilon _{2,t}\end{bmatrix}},}
其中：
{\displaystyle \Sigma =\mathrm {E} (\epsilon _{t}\epsilon _{t}')={\begin{bmatrix}\sigma _{1}&0\\0&\sigma _{2}\end{bmatrix}};}

### 简化向量自我迴歸
把结构向量自我迴歸与B0的逆矩阵相乘：
{\displaystyle y_{t}=B_{0}^{-1}c_{0}+B_{0}^{-1}B_{1}y_{t-1}+B_{0}^{-1}B_{2}y_{t-2}+\cdots +B_{0}^{-1}B_{p}y_{t-p}+B_{0}^{-1}\epsilon _{t},}
让：
{\displaystyle B_{0}^{-1}c_{0}=c,} {\displaystyle B_{0}^{-1}B_{i}=A_{i}} 对于 {\displaystyle i=1,\cdots ,p\,} 和 {\displaystyle B_{0}^{-1}\epsilon _{t}=e_{t}}
我们得到p-阶简化向量自我迴歸（Reduced VAR）：
{\displaystyle y_{t}=c+A_{1}y_{t-1}+A_{2}y_{t-2}+\cdots +A_{p}y_{t-p}+e_{t}}